# Mapania palustris
Mapania palustris là loài thực vật có hoa trong họ Cói. Loài này được (Hassk. ex Steud.) Fern.-Vill. mô tả khoa học đầu tiên năm 1880.